# Chiesa dei Santi Pietro e Paolo (Brembate)
La chiesa dei Santi Pietro e Paolo è sede della parrocchiale di Grignano frazione di Brembate in provincia e diocesi di Bergamo, fa parte del vicariato di Dalmine-Stezzano.

## Storia
Una chiesa è indicata sul territorio di Grignano alla fine del Cinquecento facente parte dell'arcidiocesi di Milano. La chiesa fu ricostruita dal 1766 al 1772.
Nel triennio tra il 1784 e il 1787 la chiesa passò dall'arcidiocesi milanese a quella di Bergamo. Il primo atto fu l'autorizzazione dell'amministrazione comunale, della sacra Congregazione Concistoriale, e poi la bolla pontificia del 13 novembre 1786 del papa Pio VI. Il cambio fu ufficializzato nel 1787 dalle autorità episcopali, sempre inserita nella plebana di Verdello. Nel 1869 la chiesa fu consacrata con l'intitolazione ai santi Pietro e Paolo dal vescovo coadiutore del vescovo di Bergamo Alessandro Valsecchi
Nel 1883 la chiesa ricevette la visita pastorale del vescovo Gaetano Camillo Guindani. Dalla sua relazione si desume che aveva una chiesa sussidiaria intitolata a sant'Anna, era retta da un parroco coadiuvato. Vi erano la scuola del Santissimo Sacramento che gestiva l'altare maggiore, quella del Santo Rosario e della Dottrina cristiana.
Negli ultimi anni dell'Ottocento la chiesa fu ampliata con l'aggiunta di una navata su progetto di Virginio Muzio. Nel XX secolo 
Con decreto del 27 maggio 1979 del vescovo Giulio Oggioni la chiesa fu inserita nel vicariato di Dalmine-Stezzano.

## Descrizione

### Esterno
La chiesa, preceduta da un ampio sagrato con pavimentazione in ceppo di Poltrano disposti a opus incertum, ha il classico orientamento liturgico con l'abside rivolta a est.

La facciata è tripartita di lesene in muratura complete di alta zoccolatura in ceppo di Brembate e coronate da capitelli d'ordine corinzio in ceppo. Segue la trabeazione con fregio e il timpano triangolare. Il portale posto centrale alla facciata in ceppo di Brembate completo di trabeazione con timpano curvo spezzato; lateralmente vi sono due nicchie vuote. La parte superiore ha una finestra rettangolare atta a illuminare l'aula con balconcino completo di colonnine. Lateralmente si presentano le medesime caratteristiche architettoniche con lesene e aperture complete di balconata.

Il campanile dalla linea settecentesca. La struttura è in mattoni rossi e cornici in ceppo che dividono le sezioni. Ogni sezione ha due aperture circolari con contorno in ceppo che danno luce alla torre.

### Interno
L'interno a una navata è divisa in cinque campate di misure differenti, da lesene con basamento inceppo e capitelli corinzi. Le lesene sorreggono il cornicione praticabile da dove partono le volete e le tazze della volta. Due cappelle laterali sono poste sul transetto completo di quattro archi con la cupola dove quattro finestre danno luce agli spazi. La prima campata a sinistra della navata vi è il fonte battesimale. La seconda campata con copertura a tazza a pianta ellittica. Nella quarta campata vi sono le cappelle dedicate alla Madonna del Rosario e a san Mauro. Il presbiterio anticipato dall'arco principale sopraelevato da tre gradini si conclude con il coro coperto a catino.